# Isla de la Pacanda
Isla de Pacanda är en ö och en ort i Pátzcuarosjön i Mexiko. Den tillhör kommunen Tzintzuntzan i delstaten Michoacán, i den sydvästra delen av landet. Antalet invånare vid en mätning år 2010 var 412.